# Jiří Hausser Matoušek
Jiří Hausser Matoušek (* 4. června 1959 Brno) je český rockový baskytarista a zpěvák. Působil v řadě rockových skupin, jako ZOO nebo GEN 2000, nyní je členem kapely Dick O'Brass.
Matoušek patří mezi vynikající české baskytaristy. Ve všech skupinách, s nimiž hrál, se navíc uplatnil i jako osobitý autor hudby a textů (např. píseň Valdštejn aj.). Začínal se skupinou Pedál. V 90. letech působil ve skupině ZOO, se kterou vydal dvě desky – Čas sluhů (1991) a Zoo Goes West (1993). Hrál také v kapelách Dobrohošť, Los Vobos nebo GEN 2000 (s Josefem Kůstkou, Jindřichem Vobořilem etc.). S GENem, hrajícím na nynější české poměry ojedinělý progresivní rock, natočil album Blues posledního pražského upíra (2008) a nahrál baskytaru třeba také na sólovou desku Jana Kalouska Řeka v plamenech (1992). V roce 2001 spoluzakládal skupinu Dick O'Brass (vycházející z keltského rocku, ale i ze stylu ZOO), ve které hraje dodnes.